# レオナルド・クロウドッグ
レオナルド・クロウドッグ（カンギ・シュンカマニトゥ、英語：Leonard Crow Dog、1942年8月18日 - ）は、アメリカインディアン・ラコタ・スー族に属するシチャング族の伝統派メディスンマン（呪い師）、酋長。

## 来歴
1942年に、サウスダコタ州のローズバッド・インディアン保留地で、シチャング・スー族の伝統派呪い師であるヘンリー・クロウドッグとマリー・ガートルードの間に生まれた。両親双方とも純血のインディアンで、呪い師の家系だった。
「カンギ・シュンカマニトゥ」の姓は「カラスとコヨーテ」という意味で、これは呪い師だったレオナルドの曽祖父が、クロウ族に襲われて死にかけたときに、コヨーテとカラスに命を救われたことからつけられた名前だった。保留地時代に入ってBIA（インディアン管理局）の役人が彼の戸籍を作る際に、間違えて「クロウドッグ」（カラスと犬）と訳して英名にしてしまい、英語名では「ジェローム・クロウドッグ」にされた。このとき、役人はジェロームを無断でカトリック教徒にした。ジェロームは1881年に部族の誇りをかけてスポッテッド・テイルと決闘し、これを殺した人物である。
父親のヘンリー（1985年死去）は「19世紀のインディアンそのままの人物」と呼ばれるほどの伝統派で、祖父のジョンとともに儀式の取りまとめ役を任じており、優れた「イーグル・ダンサー」だった。母親のマリー（1986年死去）はカトリックだったが、聖なるパイプを重んじる伝統的なインディアンだった。ふたりは1921年に結婚した。クロウドッグ家は代々呪い師であり、人里離れた場所に自宅があり、ここを「クロウドッグ・パラダイス」と名付け、儀式の場にしていた。家族は薪を売って生計を立てていた。自宅には1965年まで電気もなかった。
1934年、父親ヘンリーがパウワウの歌を歌っていたところ、保留地のキリスト教会に「邪教徒の疑い」で訴追された。ヘンリーが馬車で自宅へ逃げる途中、病気だった長男アールは2歳で死んでしまった。これ以来ヘンリーは妻とともにネイティブ・アメリカン・チャーチのペヨーテの儀式に出入りするようになり、翌年にネイティブ・アメリカン・チャーチで洗礼を受け、カトリックを捨てた。こうして「ペヨーテ教」はレオナルドにも受け継がれることになった。

### ビジョンを得る
5歳の頃、「ビジョン（幻視）」を得た。それは大人になった自分の影だった。6歳になると、BIAの役人が「インディアン寄宿学校」にレオナルドを強制入学させるためにやって来たが、ヘンリーは「ワシチュー（白人）の教えを受けてインディアンが呪い師になれるか」としてライフル銃でこれを追っ払い、レオナルドに白人の教育を受けさせなかった。母マリーはこう語っている。「レオナルドは私のお腹にいる時から霊的な存在でした。だから私とヘンリーは、レオナルドをご先祖様から伝わる伝統的な道に沿って育てたいと決意したのです。」
7歳のとき、ヘンリーがレオナルドのために「イニカガーピ」（スウェット・ロッジ）を行い、4人の呪い師の介添えのもと、この儀式を受けた。祖父ジョンと父ヘンリーのほかに、シチャング族でも高名なワキンクペ・ワシテ（良い槍）という親戚の呪い師に、「輪の踊り」や「鷲の踊り」など、様々なスー族の儀式を教授された。「輪の踊り」は、手や足に輪を通してこれを回しながら踊るものだが、レオナルドは9歳のときには5つまでの輪回しをマスターした。「輪の踊り」は神聖な儀式で、これを演じている間、精霊によって数々の啓示を与えられたと語っている。14歳のときに21個の輪を回して記録を作り、この儀式を卒業した。10歳のとき、父親から馬を貰い、様々な乗馬の技を教えられた。
13歳のときに、成人の儀式として「イニピの儀式」を4日間、合計16回行い、続いて「ハンブレチアピ」（ビジョン・クエスト）を行った。このハンブレチアピで、「樹の精霊に会い、人々の通訳となるように」とのビジョン（幻視）を得た。これ以降、さまざまな精霊が幻視に現れ、霊的な教えを得たと語っている。14歳で不良仲間に誘われて無免許運転をして逮捕され、1年間感化院に入れられた。出所後、あちこちの農園牧場で日銭を稼いだ。インディアンであることでろくな仕事はなく、また些細なことで逮捕された。この頃覚えた自動車修理の技術は、後の「ウーンデッド・ニー占拠」で役立つこととなった。
16歳で父ヘンリーから身を固めるよう促され、ネイティブ・アメリカン・チャーチのもとで「ウィチャシャ・ワカン」（呪い師）となる。こののち、レオナルドは最初の妻フランシーヌと結婚した。
やがてレオナルドは、治療や霊力の評判でローズバッド保留地で一番の呪い師と謳われるようになった。

### AIMへの参加
1967年に、元オグララ部族会議議長のボブ・バーネットや父ヘンリー、レイムディアーらとニューヨークに出向く。これはスー族の保留地で勝手に毛皮の乱獲を行っている「バックスキン・カーテン社」への抗議と、マーティン・ルーサー・キング・ジュニア主催の「平和大行進」に参加するためだった。レイムディアーとヘンリーはキング牧師の隣に座り、演説の場に加わった。レオナルドたちは白人の友人リチャード・アードスの家に泊まり、様々な黒人運動家のグループと交流を深めた。
1969年の暮れに、「アメリカインディアン運動」（AIM）のデニス・バンクスがミネソタからサウスダコタの「クロウドッグ・パラダイス」を訪ねてきた。デニスは「インディアンの権利運動に、霊的な後ろ盾が欲しい」とヘンリーに頼みこみ、「スウェット・ロッジ」の儀式を受けて帰った。以後、レオナルドはAIMの理念に意気投合し、ミネソタ本部、コロラド州デンバー支部へ赴いて、クライド・ベルコート、ヴァーノン・ベルコート、エディー・ベントン・バナイ（オジブワ族）、リーマン・ブライトマン、ラッセル・ミーンズ、ジョン・トルーデル（スー族）、スタン・ホルダー（ウィチタ族）たちと会った。彼らに「AIMのメディスンマンになってくれ」と頼まれたレオナルドは、AIMとともにインディアンの権利回復運動に身を捧げることを誓った。
1971年、AIMのデニス・バンクス、クライド・ベルコート、ラッセル・ミーンズが「クロウドッグ・パラダイス」で開かれた「サンダンスの儀式」で、レオナルドとともに「ピアッシングの苦行」を行った。これは自らの痛みを「大いなる神秘」に捧げる誓いの儀式であり、ここにAIMとスー族伝統派は正式に連携関係となった。レオナルドを始め、レイムディアーやヘンリー、ビル・イーグルフェザーらスー族の伝統派呪い師たちは、AIMのインディアンたちにインディアンの儀式のすべてを伝授した。
1972年11月、AIMが決行した「破られた条約のための行進」、「BIA本部ビル占拠抗議」や、レイモンド・イエローサンダー、ウェズリー・バッドハートブルの殺害抗議など、AIMの行動をメディスンマンとして支援。

### 「ウーンデッド・ニー占拠」
1973年2月、オグララ・スー族やAIMが「ウーンデッド・ニー占拠抗議」を決行。包囲軍は赤十字の腕章や白旗も無視して銃撃を加えてきた。レオナルドは占拠に加わり、メディスンマンとして儀式による霊的な支援を行ったほか、従兄弟から習った機械の修理、電気工事の技術を生かし、塹壕の設営、手製の爆弾の制作など、エンジニアの取りまとめも担当した。
包囲軍は赤十字の旗も無視して銃撃を加えてきた。レオナルドは銃で撃たれた負傷者を伝統的な「メディスン」で治療した。レオナルドはこう述懐している。
「治療にはポケットナイフと伝統的なハーブの傷薬、そして祈りを使った。ヤマアラシの針、杉の葉針で麻酔をかけ、ポケットナイフで弾丸を取り出し、鹿の腱で縫合した。……止血には速効性のホリネズミの砂を使う。……彼らは痛みを全く感じなかった。　私の治療は白人のそれより予後がいいと、白人の医者が感心してくれた。」
この占拠中に、レオナルドは93年ぶりにこの地で4日間にわたって「ゴースト・ダンス」の儀式を復活させた。「ゴーストダンス」は1890年1月に曽祖父のジェロームが行って以来のことで、「この儀式の中で、死んでいったゴースト・ダンサーの声を聞いた」と語っている。
3月11日、アメリカ連邦政府の役人が4人「郵便検査官」と名乗って占拠地に潜入した。レオナルドは武装解除された彼らを食事でもてなし、インディアンの歴史や占拠の意味について講義した。役人たちは脅えきっていて、失禁する騒ぎだった。後にこの一件が「公務執行妨害」として、レオナルドは連邦訴追されることになる。
4月5日、合衆国代理人ケント・フリッツェルとインディアンの間で、10の要求のうち6つが呑まれた合意書が報道陣の前で交わされた。レオナルドはこの場でこう述べた。
即日、レオナルドはラッセル・ミーンズ、トム・バッドコブ酋長、レイモン・ルビドー弁護士、ジュディ・ブリッドウェルと代表団を組んでワシントンD.C.に向かった。しかしニクソン大統領は代表団と会おうとせず、話し合いは不調に終わった。占拠地への合衆国の攻撃は激化する一方で、フランク・クリアウォーター、バディ・ラモントの2人のインディアンが死亡。レオナルドは父ヘンリーと共に伝統的な儀式で両者の葬儀を行った。5月8日、占拠が解かれ、146人の男女と共に投降。手足を鎖で縛られ、逮捕された。連邦は「占拠参加者は逮捕しない」との協定を全く無視した。

### 恐怖支配の時代
逮捕されたレオナルドはカーター・キャンプとともにヘリコプターでサウスダコタ州ペニントンまで護送され、そこで釈放された。この夏、「サンダンスの儀式」のあと、マリー・エレン・ムーア（当時18歳）と結婚する。
「ウーンデッド・ニー占拠」が解かれると、合衆国、サウスダコタ州、オグララ族部族会議議長ディック・ウィルソンはAIMの徹底廃絶を目論み、パインリッジ保留地には「恐怖支配の時代」と後に呼ばれるテロの嵐が吹き荒れることとなった。サウスダコタ州司法長官ビル・ジャンクロウは、「AIMは全員、頭に銃弾を撃ち込むのが一番いい退治方法だ」と公言した。1976年までに100人近いインディアンがFBI、BIA（インディアン管理局）、グーンズによって殺害された。
1974年11月16日、姉のデルフィーン・クロウドッグがBIA警官によって撲殺された。デルフィーンは、継娘のジャンチタ・イーグルディアーの強姦事件を巡って、サウスダコタ州司法長官ジャンクロウの訴訟に関わっていた最中のことだった。1975年4月4日、継娘のジャンチタ・イーグルディアーが殺害された。7月25日、甥のアンドリュー・ポール・スチュアートがグーンズ員の白人ロバート・ベックに射殺された。
パインリッジ保留地ワンブリー村では、連邦政府によるテロへの対策のため、AIMがハリーとセリアのジャンピング・ブル夫妻の牧場に、オグララ族警護のための「ジャンピング・ブル野営」を張っていた。この警護野営にはレナード・ペルティエらAIMメンバーが多数参加していた。
1975年6月26日、カウボーイブーツの盗難容疑をかけられたジミー・イーグルというインディアンの捜査名目で、ロナルド・ウィリアムとジャック・コーラーという地域担当のFBI捜査官が、オグララ村のジャンピング・ブル野営地を襲った。200を数える人員が投入され、FBIやグーンズは、子供を含む老若男女が宿営しているこの集落を銃撃し襲いかかった。この襲撃で、警護に当たっていたAIMのジョー・スタンツ・キルズライト（当時18歳）と、FBIのロナルド・ウィリアムとジャック・コーラーが銃撃戦となり、3人とも死んだ。キャンプのまとめ役だったレナード・ペルティエはからくも脱出し、FBI捜査官殺害犯として、連邦から指名手配されることとなった。レオナルドはこのとき、アイオワ州シダーラピッズにいた。
9月2日、ロバート・ベックは、ビル・マックロウスキーという白人仲間と2人でレオナルドの甥のフランク・ランニング（当時16歳）を暴行し、半殺しの目に合わせた。同日夜半、父ヘンリーの誕生日を祝っていたレオナルド宅に、酔ったベックとマックロウスキーが車で押し掛け、暴れ始めた。ベックはフランクの父親に殴られ、2人は逃げだした。レオナルドはその後で現場に駆け付けたが、これは連邦政府にとって、AIM協力者であるレオナルドの逮捕理由となった。
9月5日未明、完全武装したFBI、州警察官、BIA、特殊部隊、グーンズなど185人がヘリコプター、軍事車両、軍事用ボートまで駆り出して「クロウドッグ・パラダイス」を襲い、一家を暴行し、レオナルドを逮捕した。レオナルドの家、自家用車が壊され、愛馬は射殺された。当時3歳だった息子のペドロまで暴行を受けた。捜査令状は発行されていなかったが、一団はレオナルドを始め、「クロウドッグ・パラダイス」にいたインディアン全員を木に縛り付けて「レナード・ペルティエの居場所を言え」と迫られた。
同じ時刻、FBIらはレオナルドの姉ダイナの家を襲い、夫や子供、友人すべてを逮捕し、「クロウドッグ・パラダイス」まで連行し、レオナルドら全員をサウスダコタ州ピエールまで護送した。

### 投獄
レオナルドはAIMメンバーのカーター・キャンプ、スタン・ホルダーとともに、3つの罪状で訴追された。そのひとつは「ウーンデッド・ニー占拠」の際の、「4人の郵便検査官」とのやりとりに関するもので、連邦裁判所はこれを「連邦政府の役人に対する公務執行妨害、扇動、強盗」であるとした。訴追自体は2年前から行われていたが、これは合衆国憲法に違反している。陪審員は全員白人で、判事は1日で判決を下すよう命じ、レオナルドが聖書ではなく聖なるパイプに宣誓したのを見て激怒した。4人の「郵便検査官」の証人は一貫しておらず、レオナルドの顔すら見分けられなかった。
1975年8月5日、R・D・ハード判事は「クロウドッグは合衆国にとって脅威である」として有罪判決を下した。執行猶予はつかなかった。カーター・キャンプ、スタン・ホルダーの2人は刑務所内の暗殺を恐れ逃亡していた。別件で有罪判決を受けたデニス・バンクスも同様に逃亡した。当時権利運動で逮捕されたインディアンの裁判に重大事件はほとんどなく、有罪になったものは100件中7件に過ぎなかった。ただ裁判自体を長引かせ、被告の支援者を疲弊させる戦法が採られたのである。
11月30日、偽証が重ねられ、レオナルドに合計21年の有罪判決が下された。陪審員は全員白人だった。レオナルドは兇悪犯罪者扱いされて手錠をかけられ、腰に鎖を巻かれ、足首に枷をはめられて護送された。レオナルドは政治犯として様々な州の10を超える刑務所を転々とさせられた。聖なるパイプの儀式を始め、宗教行事はすべて禁じられ、様々な嫌がらせを受けた。ペンシルベニア州のルイスバーグ刑務所は「全米で最も危険な刑務所」と呼ばれた場所で、ここでは暗殺を恐れ、レオナルドはなるべく一人でいるようにし、規則を厳守した。刑務所ではどこでも、インディアンや黒人、チカーノ、白人の囚人たちが彼の名を呼んで歓迎してくれた。
白人の親友リチャード・アードスは、全米キリスト教会会議（NCC）に掛け合い、NCCはレオナルドの裁判支援として15万ドルの弁護費用を用立ててくれた。こうしてダン・テーラーの他にビル・クンスラー、サンディ・ローゼン、ヴァイン・デロリア・ジュニア、ケン・ティルセンが弁護団に加わった。イラストレーターであるリチャードは、レオナルドの受けた迫害をイラストにして裁判官に贈った。
1976年3月10日、上告中にルイスバーグ刑務所から一時釈放される。インディアンにとって、さらに呪い師としては命とも言える神聖な髪の毛を切られる寸前だった。3か月の保釈のあと、6月22日に再び収監された。
7月5日、レオナルドは刑務所でユダヤ人の精神科医に、前日の「建国200周年」のアメリカ独立記念日、そして合衆国の「偉大な父」について訊かれ、こう答えている。この質疑応答のあと、この精神科医はいろいろとレオナルドに便宜を図ってくれ、釈放要請を助けてくれた。
同年11月19日、レオナルドの実家が放火によって全焼した。スー族保留地では、他にも部族会議のテロ組織グーンズによって多数の伝統派の家が放火されている。

### 釈放
同年9月、弁護団がメヒージ判事のところへ減刑嘆願に出向くと、判事は机に70cmの高さに積まれた釈放嘆願の手紙の山を見せてくれた。手紙はナイジェリア、ジャワ、ギリシャ、日本、スウェーデン、ペルー、オーストラリア等々、全世界から寄せられていた。判事は「これはほんの一部だが、こんな遠くの人々が、なぜ我々よりもこの事件をよく知ってるのかさっぱりわからない」と当惑していた。判事はその場で即時釈放を決定し、レオナルドの釈放が決まった。だが検事の抵抗で、釈放まではさらに1年近い月日がかかることとなった。
1977年の8月になって、ようやくレオナルドは自由の身となった。故郷に戻ったレオナルドは、伝統派のスー族や、リチャードら白人の友人たちから盛大な祝宴で迎えられた。インディアンたちは伝統衣装を着て、「ギブアウェイ」（放出の儀式）を行い、「聖なるパイプ」の儀式を行い、「AIMの歌」を合唱した。
インディアンたちはレオナルドの釈放を祝って、総勢80人の参加者を集めて盛大な「サンダンスの儀式」を行った。「クロウドッグ・パラダイス」で「サンダンス」が行われるのは1971年以来のことだった。このときの「ピアッシングの儀式」は、妻マリーや姉ら女たちも参加。10歳と11歳の子供もこれを行った。友人たちは「サンダンスの木」から生皮で吊るされ、レオナルドや17歳のボビー・チャージはバッファローの頭蓋骨を12個身体に繋いで引っ張った。このどちらも1世紀以上前の手法を復活させたものだった。

## 「クロウドッグ・パラダイス」
釈放後もレオナルドはスー族伝統派の呪い師として、「ユイピの儀式」や「スウェット・ロッジ」、「サンダンスの儀式」、「ペヨーテの儀式」など、数多くの儀式を手掛けている。レオナルドの自宅は「クロウドッグ・パラダイス」と名付けられ、これらの儀式や、毎年の「サンダンス」の開催地となっている。レオナルドはネイティブ・アメリカン・チャーチの「ペヨーテ・チーフ」であり、「ユイピ・マン」であり、「サンダンサー」である。
他州から儀式の依頼を受けることも多く、1988年にはオハイオ州の白人農夫から雨乞いを頼まれ、無事雨を降らせた。また数多くの刑務所を回り、囚人たちのために「スウェット・ロッジ」や「聖なるパイプの儀式」を行っている。ナバホ族とホピ族の保留地の「ブラック・メサ」での石炭採掘による強制移住反対運動にも関わっており、レオナルドはここで毎年「サンダンス」を行っていて、ナバホ族にこの儀式を広める役目を買っている。
2011年3月16日には、「クロウドッグ・パラダイス」を挙げて、東日本大震災と福島第一原子力発電所事故の被災者に祈りを捧げるとのメッセージを日本に送っている。

## 家族
2歳で死んだアールの他にもうひとり、クリーブランドという兄がいた。儀式の歌の優れた歌い手だったが、第二次大戦中にセメント工場で働かされ、終戦前に粉塵肺で死亡した。姉のデルフィーンは、継娘のジャンチタ・イーグルディアーともども殺された。12人の兄弟姉妹がいたが、男きょうだいはレオナルドを遺して6人全員がすべて若くして死んだ。「男は自分一人」という環境は、かなり負担になったと語っている。
妻フランシーヌとの間にの間にリチャード、イナ、ベルナデッテの3子、後妻マリー・クロウドッグとの間にアヌワ、ジューンバッグ、ジェニファーの3子をもうけた。共に離婚し、現在の妻はジョアン。総勢9人の息子と8人の娘を持ち、それぞれが儀式の担い手である。息子のオールデン・クロウドッグ（イエロー・コヨーテ）も呪い師であり、酋長である。

## 反「インディアン民族大陸移動説」
現在、人類学会では「インディアンは中央アジアからベーリング海峡を渡ってアメリカ大陸に住みついた民族である」との民族移動説が定説である。レオナルドは伝統派宗教者として「インディアン民族移動説」を完全否定している一人である。彼は次のように語っている。

## 伝記
- 『Crow Dog: Four Generations of Sioux Medicine Men』（Crow Dog, Leonard and Richard Erdoes, New York: HarperCollins. 1995年）
レオナルドの半生と、レオナルドが語るインディアンの伝統的な精神世界を、レオナルドと親交が深かったリチャード・アードスがまとめたもの。